# Raymond Oliver
Raymond Oliver (Langon, 27 de marzo de 1909-París, 5 de noviembre de 1990) fue un cocinero, presentador de televisión y escritor francés, exponente de la Nouvelle cuisine. 

## Biografía
Era hijo de Louis Oliver, de origen mallorquín, chef del Hôtel Oliver en Langon. Estudió en la escuela de hostelería Le Cordon Bleu de París, donde fue alumno de Henri-Paul Pellaprat. Se inició laboralmente como ayudante de barman en el Moulin Rouge de París. Más tarde fue ayudante de almacén en el Hôtel Chambord, en los Campos Elíseos.
En 1948 compró el restaurante Le Grand Véfour en París, al que elevó a cotas de gran calidad, consiguiendo las tres estrellas de la Guía Michelin.
En 1954 fue el primero en realizar un programa de cocina para televisión, Art et magie de la cuisine, presentado con Catherine Langeais, que se mantuvo trece años en antena.

## Obras
- Art et Magie de la cuisine, Del Duca, París, 1955.
- La Cuisine pour les hommes, Éditions du Pont Royal, París, 1958.
- Cuisinorama nº 1, 1959, con Catherine Langeais.
- La Cuisine, sa technique, ses secrets, Bordas, París, 1972.
- Adieu fourneaux, Robert Laffont, París, 1992.